# Csuka
A csuka (Esox lucius) a sugarasúszójú halak (Actinopterygii) osztályának csukaalakúak (Esociformes) rendjébe, ezen belül a csukafélék (Esocidae) családjába tartozó faj. Több triviális nevet is használnak azonosítására, mint például a csukesz, a közcsuka, a mátyáscsuka (a Mátyás napján fogott példány), a bicska vagy bugylicsuka (az egynyaras 18-19 centiméter hosszúságú példányokra).
A Föld északi féltekéjének hideg és mérsékelt éghajlati övében minden kontinensen megtalálható, jelentős gazdasági értéket képviselő halfaj. Természetes vizekben télen a jég alól is fogható, ezért egész évben friss halként fogyasztható.
Nemének a típusfaja.

## Előfordulása
Európában, Oroszországban és Észak-Amerikában honos. Az Alpokban 1500 méterig felhatol. A Balti-tenger brakkvizeiben is él. Magyarország vizeiben is honos gyakori ragadozóhal.

## Megjelenése
Teste hosszúkás, erőteljes, színe halvány ezüst-aranyostól az olajzöld alapon arany foltos változatokig terjedhet, finoman pikkelyezett, halványan csíkozott, erős hátúszója teste hátsó részén van. Feje testéhez képest igen nagy és szája kacsacsőrre emlékeztet. Nagy szájának kemény alsó állkapcsa túlér a felsőn, formája lapított és mélyen vágott. Szájában éles, erős és kúpos fogak helyezkednek el, több sorban, melyek elölről hátrafelé haladva egyre nagyobbak. A farok alatti úszójának hossza és magassága hasonló a hátúszójához. A testoldal alapszíne ezüstösen barna, olajzöld, sávokban rendezett esetleg márványos, változó élénkségű sárgás foltokkal.
A két ivar növekedésében jelentős eltérés tapasztalható a tejes testhossza maximum 100 centiméter, az ikrásé maximum 150 centiméter. Magyarországi rekordja 20,47 kilogramm. Növekedési ütemük eltér és vízterülettől függően 8-9 éves korukra az ikrások 30–40 mm-rel nagyobbra nőnek a tejeseknél.

## Hasonló fajok
A csukafélék családjának legnagyobbra növő tagja és egyetlen képviselője Európában, így hozzá hasonlító halak itt nincsenek. A jellegzetes orrformája és a szem alá érő igen nagy szája jól megkülönbözteti őt, a vele együtt előforduló halfajoktól. Észak-Amerikában hasonlít rá a nála nagyobbra növő muskellunge, de ennek más a színezete és a testén nincsenek pettyek.

## Életmódja
Télen nem vermel, így a csuka lékből is horgászható. Jól alkalmazkodik a környezetéhez mozdulatlanul beleolvad a környezetbe, és így várja áldozatát. A környezetével szemben meglehetősen igénytelen, a hegyvidéki patakok kivételével szinte minden víztípusban megél. Nagyobb állományai a dús növényzetű, de nyílt vízzel is rendelkező tavakban, holtágakban alakulnak ki. A frissen feltöltött csatornák tavak benépesítésében úttörő szerepet játszik.
Kiválóan lát a vízben, hiszen a szeme rendkívül érzékeny. Tápláléka vegyes, szinte minden víziélőlényt megesz. Főként a pontyfélék (Cyprinidae) halfajok lárváit fogyasztják válogatás nélkül, de növekedésével összhangban megeszi az apróhalat, majd a nálánál kisebb méretű halakat. Ezeken kívül a fiatal vízi szárnyasokat, valamint rákot, békát, sőt nagyobb korában a kígyót és a vízbe merészkedő apróbb emlősállatokat is elkapja. Kedvence a szélhajtó küsz, amelyből jelentős mennyiséget képes elfogyasztani. Saját faját sem kíméli; a nagyobb csukák felfalják a kisebbeket, a szülők saját ivadékaikat, az egyívású kis csukák között pedig a növésben elmaradtak hamar az erőteljesebben fejlődő testvéreik étlapjára kerülnek. Ha úgy hozza a helyzet, a vízből kiugorva még a nagyobb rovarokra, például szitakötőkre, kérészekre is rárabol.
A felmelegedett vizekben nyáron bőséges táplálékhoz jut, az apróhalakat szívesen fogyasztja kedvére és növekedése ilyenkor gyors, ötnyaras korára elérheti az 5-8 kilogramm méretet is. Falánk ragadozó, áldozatára lesből, takarásból támad, a táplálékállat elragadása rendkívül gyors. Nem üldözi áldozatát, ha lesből az első mozdulatra elvétette azt, hagyja elmenni. A megragadott áldozatának a szájából, kissé hátra, befelé hajló fogai közül már gyakorlatilag nincs menekvés. A zsákmányhalat a farkánál kapja el, majd megforgatja a szájában és fej felől nyeli el. Gyomornedve olyan erős, hogy a lenyelt acélhorgot is képes lebontani, megemészteni. Érdekesség azonban, hogy a törpeharcsa nagyobb példányait – azok úszóin lévő szúrós tüskéi miatt – nem tudja elejteni, mert az akár fel is sebezheti a száját.

## Szaporodása
Ívása február–március közé esik, amikor is a sekély partmenti, növényekkel, gyökerekkel sűrűn benőtt helyeken rakja le ikráit. Ivásának idejét tekintve egyik legkorábban ívó hal Magyarországon. Ilyenkor a hímeknek nincs meghatározott területük. Amikor a hímek összetalálkoznak az ívóhelyen, fenyegető tartást öltenek, meggörbített háttal, de ritkán kerül sor verekedésre. Ha egy nőstény fogadja a hím udvarlását, előreúszik. A hím melléúszik úgy, hogy a szemük egy magasságba kerül. A parthoz úsznak, a sűrű fűbe, ami felizgatja őket. A hím a nősténynek odacsap a farkúszójával, ez a "párzási ütés". Ekkor a nőstény kibocsátja az ikráját, a hím pedig kifecskendezi a tejét. A farkúszó újabb csapása segít az ivarsejtek keveredésében. Az ikra körülbelül 3 milliméter átmérőjű és ragadós. A nőstények testkilogrammonként 40-45 ezer ikrát raknak. Az ezt követő 10-30 nap múlva a kikelő lárvák életük első szakaszát itt a sekélyben töltik, ahol először zooplanktonokra, majd kisebb vízibolhákra és egyéb ízeltlábúakra vadásznak. 3-5 centiméteres korukban kezdenek el a mélyebb, de növényekkel sűrűn benőtt részekre húzódni, majd átállnak a főként apróhalakból, lárvákból álló táplálkozásra. A fiatal csukák szája óriási, saját testhosszuk 80 százalékát elérő zsákmányt is lenyelnek. Egy 15 centiméteres kis csuka majdnem ugyanilyen hosszú testvérét is le tudja nyelni. De rengeteg csukaivadékot esznek meg más rablóhalak is.

## Horgászata
A csuka a horgászok nemes hala, mely méretkorlátozás alá esik, országosan 40 centiméter, melytől helyenként eltérhetnek. Fogási tilalmi ideje az ívás ideje, február 1. és március 31. között.
Horgászatánál drótelőkét célszerű alkalmazni, mert a fogai átmetszhetik a műanyagzsinórt, a zsákmányejtés esetén a horog szájfeszítő segítségével távolítható el, mert a harapása veszélyes. Horgászmódszere a pergetős horgászat vagy a csalihallal felszerelt készség. Nagyobb példányai esetlegesen, ritkán fürdőzőket is megharaphatnak a sekélyebb vizekben. Nyáron kedveli az álló, illetve lassan folydogáló holtágakat.
Emberi táplálékként kedvelt, rendkívül tiszta, fehér  húsú, ízletes, de szálkás hal. Húsminőségét befolyásolhatja a víz tisztasága, melytől kedvezőtlen esetben iszapízűvé válhat és hatással van rá a táplálékként elfogyasztott kishalak íze is. Húsa kiválóan alkalmas halászlék készítéséhez. Megsütve tűzdelik vagy töltik és népszerű a húsából készített pörkölt vagy a káposztás csuka is.

## Jegyzetek

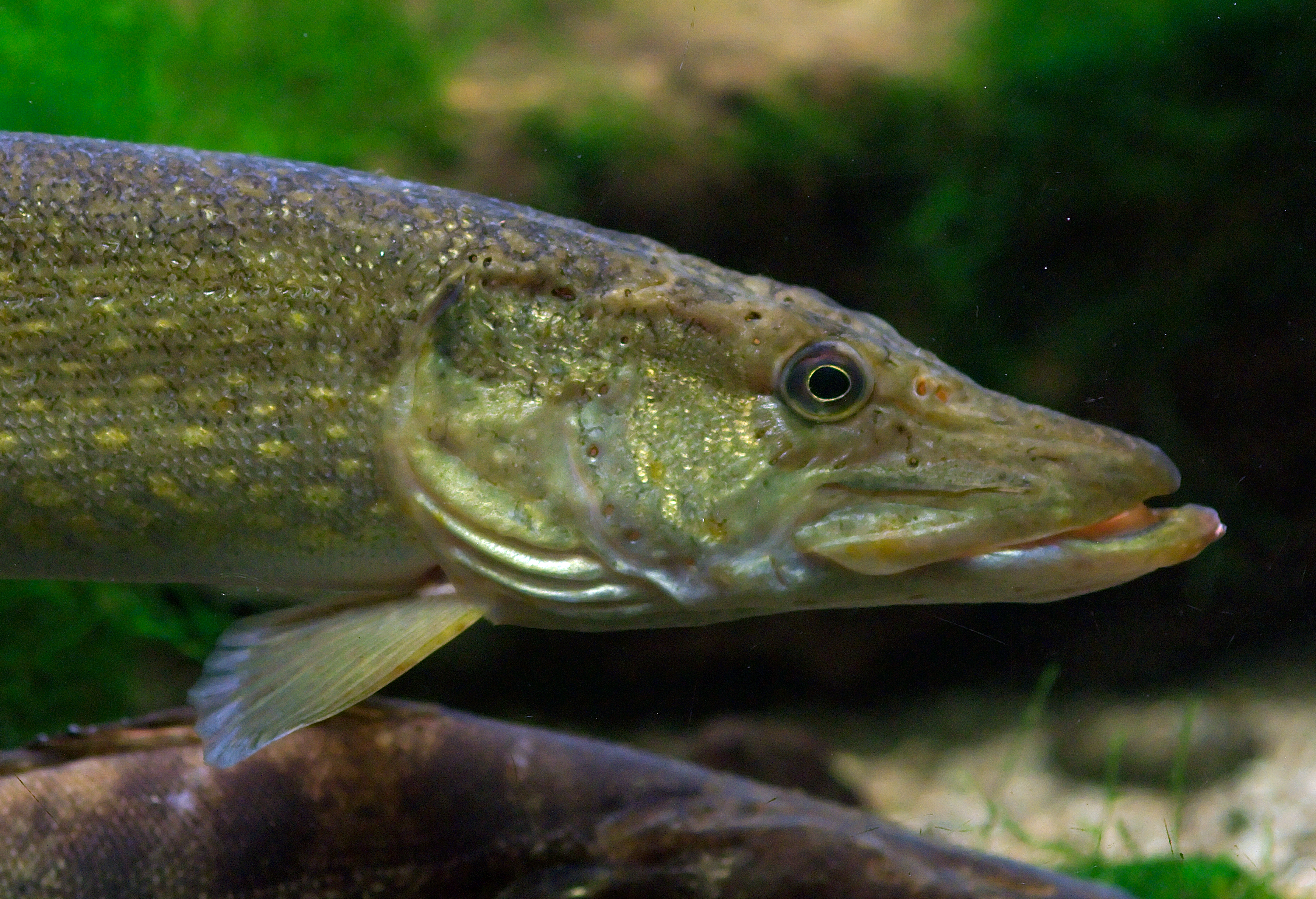
Jellegzetes fejformája

### Internetes leírások a csukáról
- A taxon adatlapja az ITIS adatbázisában. Integrated Taxonomic Information System. (Hozzáférés: 2010. november 1.)
- A faj szerepel a Természetvédelmi Világszövetség Vörös Listáján. IUCN. (Hozzáférés: 2010. november 1.)
- A faj adatlapja a FishBase oldalán. FishBase. (Hozzáférés: 2010. november 1.)
- American Pike Esox lucius Linnaeus, 1758. BioLib.cz. (Hozzáférés: 2010. június 19.)
- Pike (Esox lucius) (angol nyelven). ARKIVE. [2012. május 5-i dátummal az eredetiből archiválva]. (Hozzáférés: 2010. november 1.)
- Esox lucius Linnaeus, 1758 (angol nyelven). Encyclopedia of Life. (Hozzáférés: 2010. november 1.)
- Esox lucius Linnaeus, 1758 (angol nyelven). uBio. (Hozzáférés: 2010. november 1.)
- Esox lucius Linnaeus, 1758 (angol nyelven). NCBI. (Hozzáférés: 2010. november 1.)
- Esox lucius northern pike (angol nyelven). ADW Animal Diversity Web. (Hozzáférés: 2010. november 1.)
- Esox lucius (Linnaeus, 1758). Food and Agriculture Organization of the United Nations. (Hozzáférés: 2011. december 3.)